# مروارید و موج
مروارید و موج (به فرانسوی: La Perle et la vague) , که با عنوان موج و مروارید نیز شناخته می‌شود، یک نقاشی اثر هنرمند فرانسوی پل ژاک ایمه بودری است. این نقاشی که در سال ۱۸۶۲ کشیده شده‌است، یک زن برهنه را نشان می‌دهد که در لبه یک ساحل صخره ای دراز کشیده و سرش را به سمت عقب چرخانده و به بیننده خیره شده‌است. تلاطم امواج دریا در پس زمینه دیده می‌شود.
یوجنیی د مونتییو در سال ۱۸۶۳ این نقاشی را به قیمت ۲۰۰۰۰ فرانک خریداری کرد. این خرید دومین گرانترین نقاشی ای بود که او تا به حال خریده بود. امروز این نقاشی در مجموعه موزه دل پرادو در مادرید، موزه اصلی هنر ملی اسپانیا است.